# Mutina
Mutina († 26. října 1108) byl český velmož a litoměřický kastelán z rodu Vršovců.

## Život

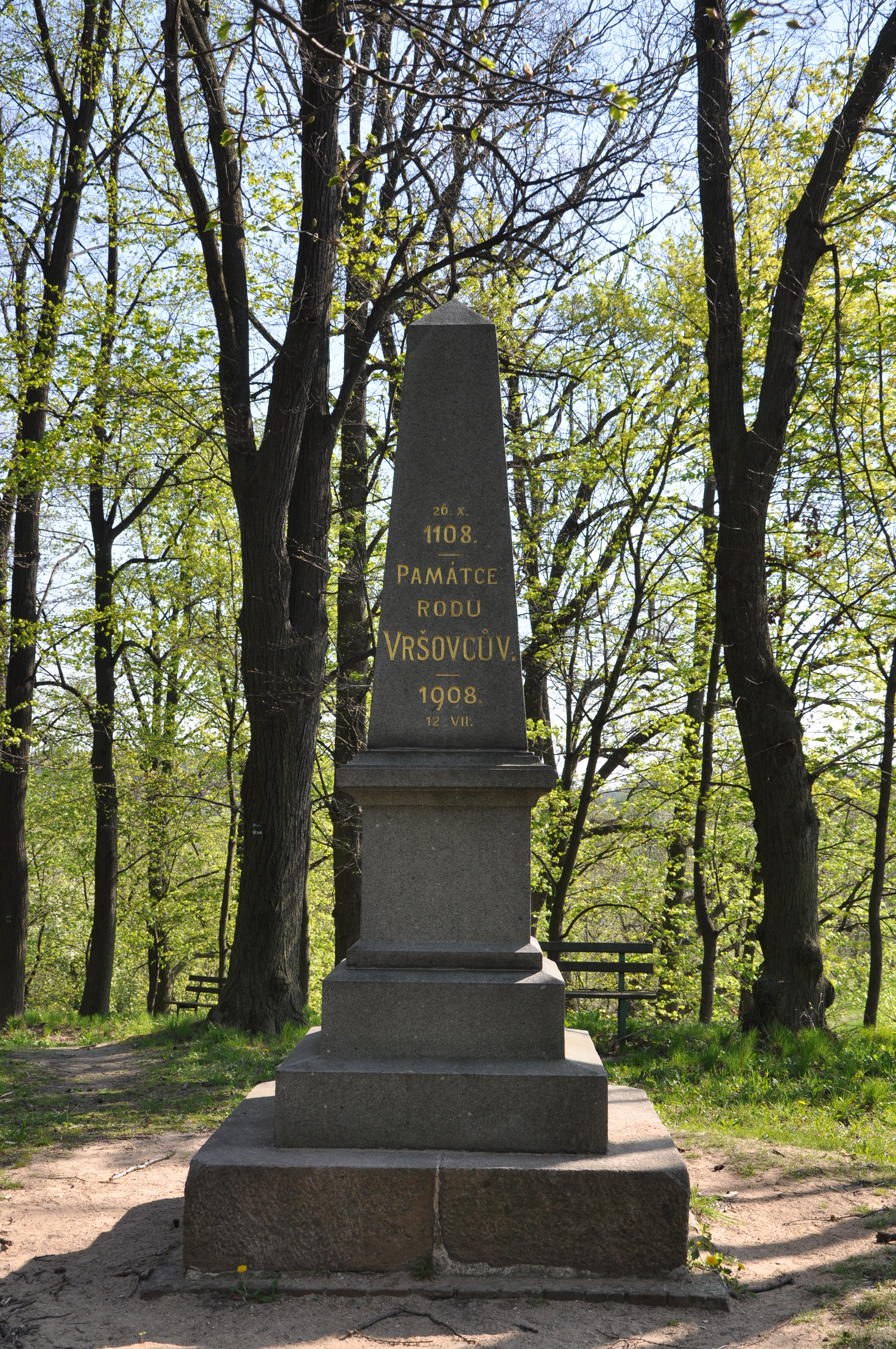
Památník rodu Vršovců ve Vraclavi

Mutina je poprvé zmiňován k roku 1096, kdy byl vyhnán z Čech knížetem Břetislavem II. Tehdy kníže Břetislav II. bojoval na straně Vladislava I. Hermana proti Zbyhněvovi v Polsku a kvůli podezření, že Mutina jednal s nepřítelem, ho Břetislav nechal vykázat ze země a odňal mu funkci kastelána v Litoměřicích. Vypovězen byl rovněž Božej, další čelný představitel rodu Vršovců. Posléze však byli oba přijati na polském dvoře.
| „                 | A když již byl založen řečený hrad Kamenec, kníže Břetislav, než odtud odjel, pojav stranou Mutinu, syna Božejova, svého pobočníka a důvěrníka, vytýkal mu mnohé věci, jimiž ho častokrát urazil, a řekl: „Já, kdybych se nebál uraziti Boha, věru bych ti dal vyloupiti oči, jak sis zasloužil; ale nechci tomu, protože je veliký hřích, co prst Boží učinil na člověku.“ A propustiv s ním toliko dva bojovníky, vzdálil ho od svého obličeje a boku, a poslav ho do Čech, dal zabaviti všechno jeho jmění. | “ |
| — Kosmova kronika | |   |

Před Vánoci roku 1100 byl spáchán atentát na knížete Břetislava II., a ačkoli není zosnovatel přímo znám, nařčení padlo na Mutinu a Božeje. Jakmile se vlády v knížectví chopil Bořivoj II. v roce 1100, Mutina společně s Božejem přispěchali zpět do Čech, kde jim na jejich žádost Bořivoj II. navrátil úřady litoměřického kastelána a žateckého purkrabího. Později se ale Svatoplukovi Olomouckému podařilo vzbudit v Bořivojovi II. nedůvěru k Mutinovi a Božejovi, již měli být dle Bořivojova plánu potrestáni. Mutinovi a Božejovi se ovšem povedlo utéct k Bořivojovu bratrovi Vladislavovi, kterého Mutina s Božejem vyzývali k zásahu proti Bořivojovi. Vladislav proto poslal pro Svatopluka Olomouckého, jenž sesadil Bořivoje z trůnu a 14. května 1107 Svatopluk usedl na český knížecí stolec.

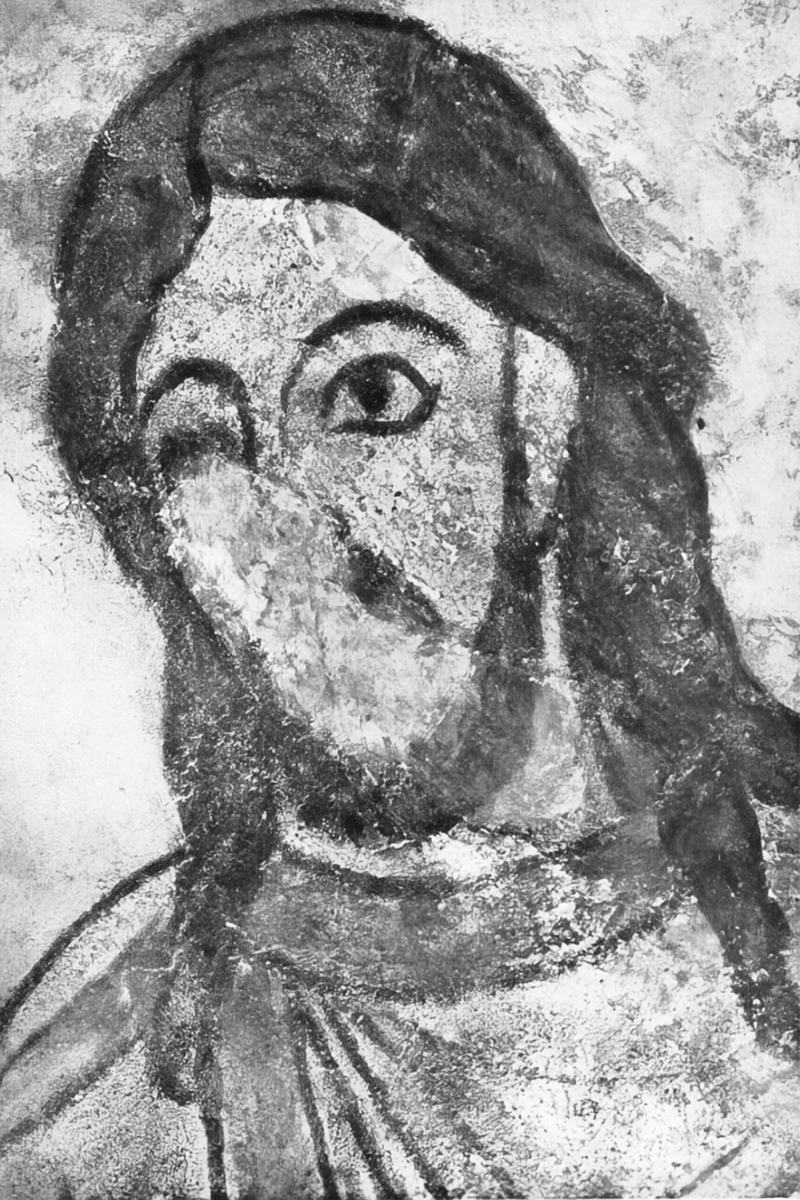
Freska Svatopluka Olomouckého v rotundě sv. Kateřiny ve Znojmě

V září 1108 uspořádal římský král Jindřich V. tažení do Uher, jehož se zúčastnil i kníže Svatopluk Olomoucký, správou země pověřil Mutinu a palatina Vacka. U česko-polského pomezí však polský kníže Boleslav III. Křivoústý, spojenec uherského krále, připravil své vojsko a posléze začal postupovat do Čech. Mutina s Vackem se kvůli polské přesile stáhli hluboko do vnitrozemí, Poláci nakonec poplenili Kladsko a vtrhli i na Hradecko, později ale polská armáda odešla. Mutina se během těchto potyček odvážil sejít se svým strýcem Nemojem a navazoval patrně i kontakty s Bořivojem II., pobývajícím v Polsku. Velmož Vacek tak informoval knížete Svatopluka o Mutinově zradě. To vyvolalo rozzuření u knížete Svatopluka, který k 26. říjnu roku 1108 svolal shromáždění velmožů do hradu Vraclavi, kde Mutinovi vyčetl jeho zradu. Přikázal ho neprodleně popravit a následovala krvavá rež. Smrt se nevyhnula ani Mutinovým synům a dalším příbuzným, ostatní Vršovce nechal Svatopluk zatknout.
| „                 | Zaznělo zmatené reptání a svým souhlasem rozpálili ducha knížete, hněvem hořícího, aby se ještě více rozhořel. Vtom dal kníže po straně pokyn přítomnému katu, jenž byl do jeho záměru zasvěcen, a vyšel ven. Ten se ihned vrhl na Mutinu, jenž nic takového netušil. Jak podivná byla trpělivost toho kmeta! Při dvou ranách seděl bez pohnutí, a při třetí, když se pokusil vstáti, byl zabit. | “ |
| — Kosmova kronika | |   |